# Rurtal mit den Felsbildungen der Uhusley
Das Naturschutzgebiet Rurtal mit den Felsbildungen der Uhusley liegt im Gemeindegebiet Simmerath und begleitet die Rur von Monschau bis zu Rurtalsperre.

## Beschreibung

### Tal der Rur zwischen Monschau und Rurtalsperre
Das Rurtal in diesem Naturschutzgebiet lässt sich in zwei unterschiedliche Teile aufgliedern. Von Monschau bis Grünental ist das Tal eher schmal. Die Rur nimmt fast die ganze Breite ein. Die Talhänge sind steil mit stellenweise senkrechten Felswänden. Das Wasser ist von hoher Qualität was durch das Vorkommen zahlreicher Insektenlarven, z. B. Köcherfliegen oder Eintagsfliegen angezeigt wird. Hier ist auch ein fast geschlossener Ufergehölzsaum. Unterhalb von Grünenthal ist die Talsohle hundert bis zweihundertvierzig Meter breit und fließt durch Grünland. Südlich von Hammer ist an einem Nordhang ein Steilhang mit einem Schluchtwald bestockten Quellwäldchen. Das Grünland ist hier meist trockengelegt mit Weidelgrasweiden und Bergglatthaferwiesen. An den Entwässerungsgräben sind Wiesenknopf, Schlangenknöterich und Waldstorchschnabel zu finden. Weiter östlich gibt es kleine Nassweiden und Feuchtgrünlandbrachen. Eine größere Maedesüßflur mit eingestreuter Quellflur und Seggenbestand südlich Dedenborn zeigt erste Ansätze zur Verbuschung mit Strauchweiden.

### Eichenwald an Rursteilhang südlich Eicherscheid
Der südliche Steilhang an der Rur, südlich Eicherscheid, mit Schieferfels und dazwischenliegenden Trockentälern ist mit Eichenwald bewachsen. Auf den Felsen typischer Krüppelwald mit geschlossenem Bodenbewuchs. Im offenen Felsbereich haben sich Besenginster und Besenheide angesiedelt. Die Felsen sind mit Tüpfelfarn, Moosen und Flechten bewachsen. In den Tälern sind gut ausgebildete Altbaumbestände aus Bergahorn, Hainbuche, Buche mit bis zu 70 cm Stammdurchmesser, darunter Silberblatt-, Perlgras- oder Waldbingelbereiche. Am Beginn der kleinen Seitentäler Milzkrautquellfluren.

### Rurtalhang südlich Dedenborn
Der östliche bis nordöstliche Steilhang mit Schieferfelsen und zwei Quellsiefen ist naturnah bewaldet. Lichte Felsbereiche sind mit Moosen und Flechten überzogen. An einigen Stellen gibt es kleine Besenheide und Tüpfelfarnbestände. Nordöstlich ist ein kleiner Eschen-Buchen-Altbestand mit Silberblatt. Kleine Quellbäche münden nach kurzem Lauf in die Rur.

## Schutzzweck
Geschützt werden sollen die Lebensräume für viele nach der Roten Liste der gefährdete Pflanzen, Pilze und Tiere in NRW. Das Gebiet dient vorrangig der Erhaltung eines naturnahen Fließgewässerabschnitts als Lebensraum für bedrohte Pflanzen- und Tierarten und der Erhaltung und Entwicklung natürlicher Lebensräume gemäß Anhang I FFH-Richtlinie: Fließgewässer mit Unterwasservegetation, feuchte Hochstaudensäume, Glatthafer- und Wiesenknopf-Silgenwiesen, Berg-Nähwiesen, Silikatfelsen mit Felsspaltenvegetation, Silikatfelsen mit ihrer Pioniervegetation, Hainsimsen-Buchenwald, Schlucht- und Hangmischwälder, zur Erhaltung folgender Arten: Großes Mausohr, Teichfledermaus, Eisvogel, Wasseramsel Braunkehlchen, Schwarzspecht, Grauspecht, Groppe, sowie Gelbe Narzisse und Beinbrech.
Diese Biotoptypen sind in diesem Gebiet anzutreffen: Quellen, Nass- und Feuchtgrünland, naturnahe unverbaute Bachabschnitte, Schlucht-, Block- und Hangschuttwälder, natürliche Felsbildungen, Blockschutthalden, Höhlen und aufgegebene Stollen, Zwergstrauchheide, Magerwiesen und -weiden.